# Maçal do Chão
Maçal do Chão ist eine Gemeinde (Freguesia) im portugiesischen Kreis Celorico da Beira. In ihr leben 143 Einwohner (Stand 19. April 2021).